# Molophilus willara
Molophilus willara är en tvåvingeart som beskrevs av Günther Theischinger 1992. Molophilus willara ingår i släktet Molophilus och familjen småharkrankar. Inga underarter finns listade i Catalogue of Life.